# William H. DeLone
Pour les articles homonymes, voir Delone.
William Hook DeLone, né le 28 septembre 1946, est un théoricien des organisations américain et professeur à l'Université Américaine, au Département des Technologies de l'Information, connu pour son travail avec Ephraim R. McLean (en) sur la "mesure de l'efficacité des systèmes d'information", il met au point avec lui le modèle de succès des systèmes d'information, aussi nommé modèle DeLone-McLean,,.

## Vie et travaux
DeLone a obtenu sa licence de l'université Villanova, son master de l'université Carnegie Mellon, enfin son doctorat en systèmes informatiques et d'information en 1983 de l'Université de Californie à Los Angeles avec une thèse intitulée "Determinants of success for small business computer systems."
Après l'obtention de son diplôme, DeLone a commencé sa carrière académique et a rejoint la Kogod School of Business de l'Université Américaine en 1992, où il a été nommé professeur au Département des Technologies de l'Information.
Les intérêts de recherche de Delone portent sur les "efficacité de la coordination et le succès des projets dans des équipes de développement de logiciels distribuées globalement... [et] le déploiement efficace des technologies de l'information et de la communication dans les pays en développement."

## Publications
(octobre 2024).

### Ouvrages
- DeLone, William H. et Clifford L. Fagan, A Collection of Comparatives: An Application to the Tourist Economy of the Virgin Islands, 1979
- DeLone, William H. Determinants of success for small business computer systems. Thesis (Ph. D.), University of California, Los Angeles, 1983.

### Articles
- DeLone, William H., et Ephraim R. McLean. "Information systems success: The quest for the dependent variable." Information systems research 3.1 (1992): 60–95.
- Delone, William H., et Ephraim R. McLean. "The DeLone and McLean model of information systems success: a ten-year update." Journal of management information systems 19.4 (2003): 9-30.
- Delone, William H., et Ephraim R. Mclean. "Measuring e-commerce success: Applying the DeLone & McLean information systems success model." International Journal of Electronic Commerce 9.1 (2004): 31–47.